# Xyloperthodes nitidipennis
Xyloperthodes nitidipennis är en skalbaggsart som först beskrevs av Murray 1867.  Xyloperthodes nitidipennis ingår i släktet Xyloperthodes och familjen kapuschongbaggar. Inga underarter finns listade i Catalogue of Life.

## Bildgalleri

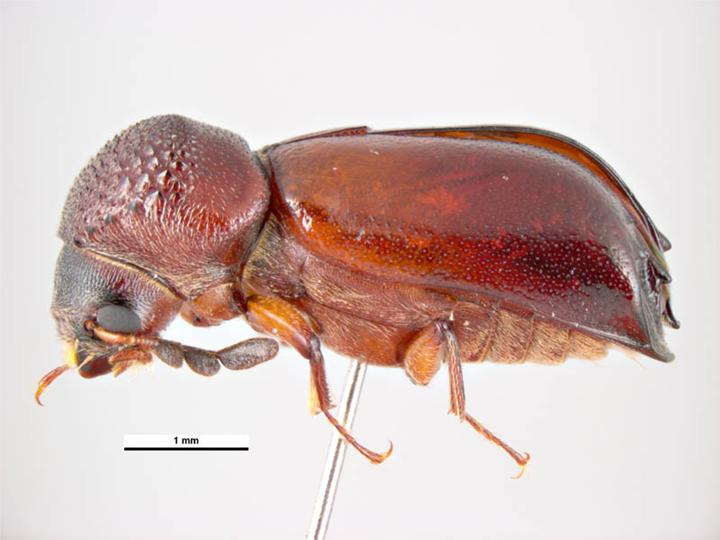